# 利亞塔區

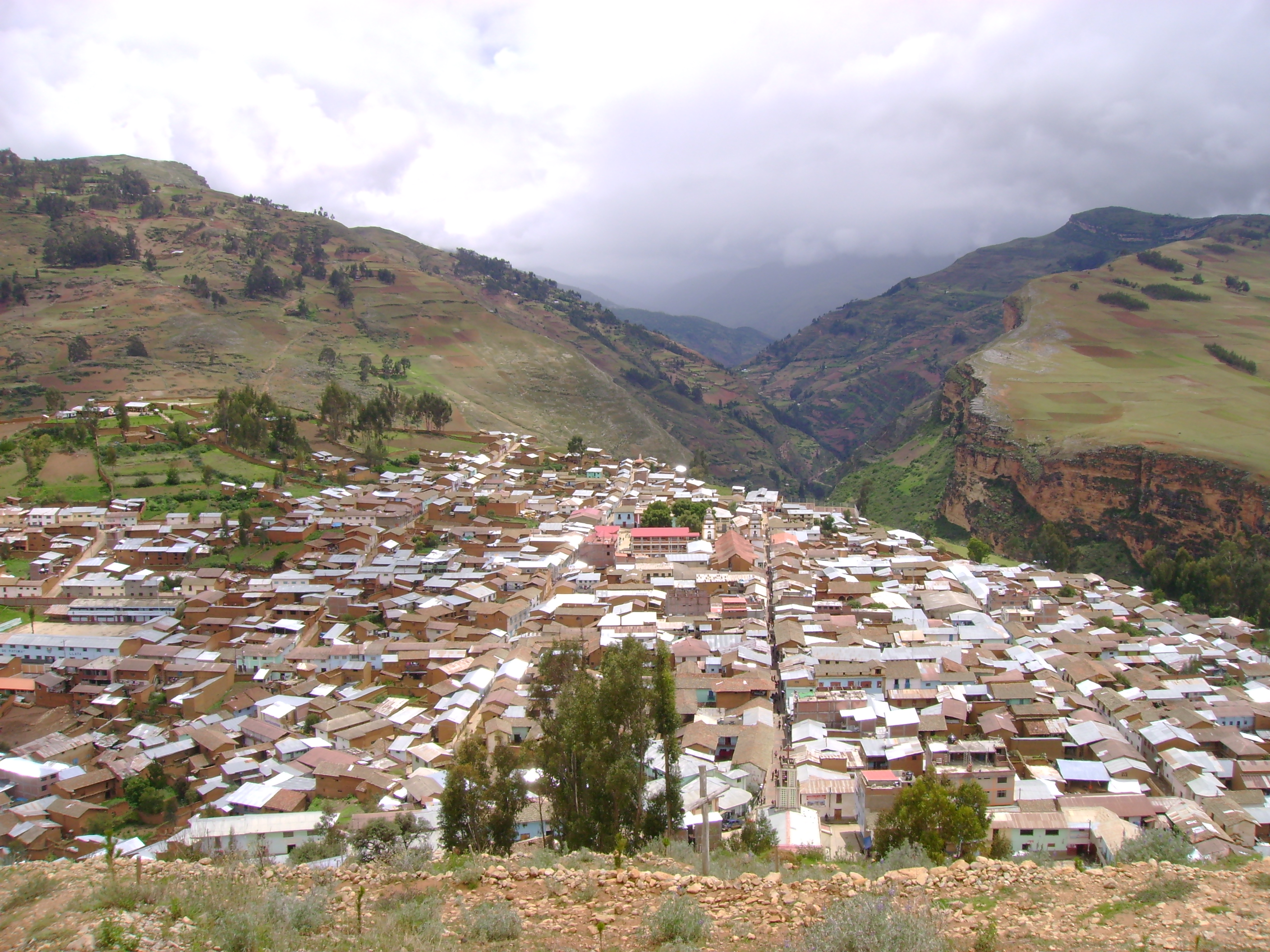

9°33′02″S 76°49′01″W / 9.5506°S 76.8170°W
利亞塔區（西班牙語：Distrito de Llata），是秘魯的一個區，位於該國中部瓦努科大區的瓦馬利埃斯省，面積411.4平方公里，海拔高度3,439米，2005年人口14,660，人口密度每平方公里36人。